# Тінтон-Фоллс (Нью-Джерсі)
Тінтон-Фоллс (англ. Tinton Falls) — місто (англ. borough) в США, в окрузі Монмаут штату Нью-Джерсі. Населення — 19 181 особа (2020).

## Географія
Тінтон-Фоллс розташований за координатами 40°16′0″ пн. ш. 74°5′55″ зх. д. / 40.26667° пн. ш. 74.09861° зх. д. (40.266688, -74.098746).  За даними Бюро перепису населення США в 2010 році місто мало площу 40,46 км², з яких 40,11 км² — суходіл та 0,35 км² — водойми.

## Демографія
Згідно з переписом 2010 року, у селищі мешкали 17 892 особи в 8355 домогосподарствах у складі 4460 родин. Було 8766 помешкань
Расовий склад населення:
| - 82,4 % — білих - 9,3 % — чорних або афроамериканців - 4,7 % — азіатів - 0,1 % — корінних американців - 1,3 % — осіб інших рас |

До двох чи більше рас належало 2,1 %. Частка іспаномовних становила 6,2 % від усіх жителів.
За віковим діапазоном населення розподілялося таким чином: 19,0 % — особи молодші 18 років, 55,4 % — особи у віці 18—64 років, 25,6 % — особи у віці 65 років та старші. Медіана віку мешканця становила 46,9 року. На 100 осіб жіночої статі у селищі припадало 78,9 чоловіків;  на 100 жінок у віці від 18 років та старших — 74,2 чоловіків також старших 18 років.
Середній дохід на одне домашнє господарство  становив 96 736 доларів США (медіана — 73 891), а середній дохід на одну сім'ю — 126 178 доларів (медіана — 107 537). Медіана доходів становила 77 175 доларів для чоловіків та 54 219 доларів для жінок. За межею бідності перебувало 6,4 % осіб, у тому числі 7,9 % дітей у віці до 18 років та 5,8 % осіб у віці 65 років та старших.
Цивільне працевлаштоване населення становило 8376 осіб. Основні галузі зайнятості: освіта, охорона здоров'я та соціальна допомога — 23,5 %, роздрібна торгівля — 14,4 %, науковці, спеціалісти, менеджери — 11,1 %, фінанси, страхування та нерухомість — 8,0 %.